# Vilém Herold
Vilém Herold (15. září 1933, Kraslice – 10. září 2012) byl český historik a filozof.
V letech 1952–57 pracoval v Archivu hl. města Prahy. Od roku 1958 působil na Československé akademii věd, od r. 1993 Akademii věd České republiky.
Odborně se zabýval dějinami středověké filozofie, vývojem filozofie na pražské univerzitě předhusitského období a jejího evropského kontextu, vlivem díla Johna Wyclifa na pražské prostředí, otázkami předpokladů české reformace a politickým myšlením.